# بداية في الحياة (رواية أنيتا بروكنر)
بداية في الحياة (بالإنجليزية: A Start in Life)‏ هي رواية للكاتبة الإنجليزية أنيتا بروكنر، نشرت عام 1981، عن دار نشر في المملكة المتحدة، ونشرت في عام 2017 عن دار نشر بنغوين ضمن سلسلة الأساسيات.

## القصة
تدور الأحداث حول روث وايس وهي أكاديمية جميلة وذكية ووحيدة. تدرس بطلات روايات الكابت الفرنسي بلزاك، في محاولة لاكتشاف كيف ذهبت طفولتها وفترة مراهقتها عبثاً. وتبحث عن الخلاص والتنوير. وتعيد التفكير في نشأتها في لندن مرة أخرى وصداقاتها، وعلاقات الحب الفاشلة في باريس، وتتساءل ما إذا كان يمكن أن تحصل على بداية جديدة في الحياة.